# Rudy (Zakrzówek-Wieś)
Rudy – część wsi Zakrzówek-Wieś w Polsce, w województwie lubelskim, w powiecie kraśnickim, w gminie Zakrzówek.
Przysiółek ten położony jest na południowy wschód od miejscowości sołeckiej Zakrzówek-Wieś. Zabudowa jest rozproszona z 14 gospodarstwami.
W latach 1975–1998 przysiółek administracyjnie należał do ówczesnego województwa lubelskiego.